# León
León (leonesisch: Llión) ist eine Stadt in der Autonomen Gemeinschaft Kastilien und León. Sie ist die Hauptstadt der gleichnamigen Provinz León und war die Hauptstadt des Königreiches León, eines wichtigen Vorläufers des spanischen Staates.
León ist bekannt für seine gotische Kathedrale und andere Gebäude wie die Basilika San Isidoro mit dem Pantheon der Könige von León oder das Casa Botines, ein Frühwerk von Antoni Gaudí.
León ist ein Eisenbahnknoten mit Rangierbahnhof.

## Geschichte
León wurde 68 n. Chr. vom römischen Kaiser Galba gegründet, der hier die Legio VII Gemina – „siebte römische Doppellegion“ – zur Befriedung der aufständischen Bergbewohner Asturiens und Kantabriens stationierte. Die Truppen waren außerdem für die Sicherheit der Goldtransporte aus Las Médulas verantwortlich. Der Name der sich neben der römischen Garnison entwickelnden Siedlung, die in etwa das Barrio Humedo rund um die Kirche Santa Maria del Mercado umfasste, beruht auf einer abgeschliffenen Form von lateinisch legio – Legion.
Nach dem Ende des Römischen Reiches wurde die Stadt bei der Invasion der Westgoten durch Leovigild erobert. 712 Eroberung durch die Mauren. 856 erfolgte nach der Rückeroberung unter König Ordoño I. von Asturien die Wiederbesiedelung der Stadt. Ordoño II. machte León 914 zur Hauptstadt seines Königreiches León und damit für rund 200 Jahre zur wichtigsten christlichen Stadt auf der iberischen Halbinsel. Während eines Feldzugs 987 zerstörte Almansor die Stadt. Sie wurde anschließend durch Alfons V. wieder aufgebaut. 1017 wurde durch verschiedene Dekrete die Wirtschaft gefördert.
León war eine wichtige Station auf dem Jakobsweg nach Santiago de Compostela. In den Vororten ließen sich Händler und Kunsthandwerker nieder, die ab dem 13. Jahrhundert die Entwicklung der Stadt stark beeinflussten. Im frühen Mittelalter gelangte die Stadt durch den Viehhandel zu Wohlstand. Ab dem 16. Jahrhundert bis hinein ins 19. Jahrhundert ging jedoch die Wirtschaft und die Bevölkerung zurück.
Im Jahre 1863 erreichte die Eisenbahn von Palencia nach Galicien die Stadt. Sie wurde später zum Ausgangspunkt der Eisenbahnstrecke nach Asturien, die ab 1884 eine direkte Verbindung mit der Industrie- und Hafenstadt Gijón herstellte. Seit 2015 ist die Stadt an das spanische Schnellfahrstreckennetz angeschlossen.
Während des Spanischen Bürgerkrieges stand León auf der Seite des Franco-Regimes.
Durch den Zuzug aus der ländlichen Umgebung begann die Stadt ab 1960 wieder zu wachsen. Seit 1979 ist León Universitätsstadt mit heute rund 12.600 Studenten.

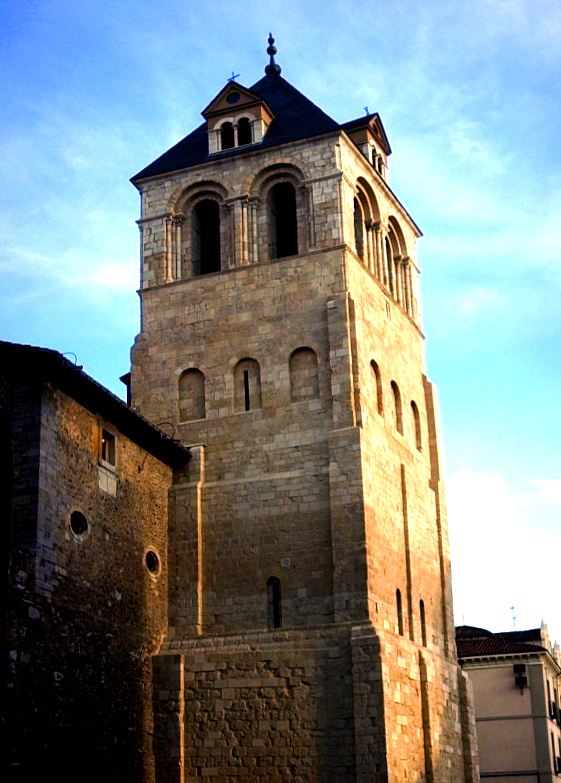
Turm der Basilica San Isidoro
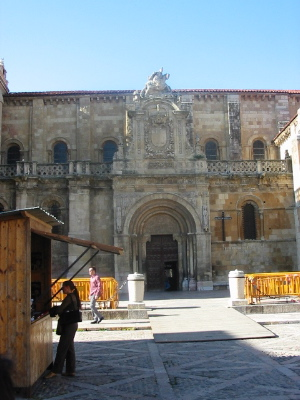
Basilika San Isidoro, Seitenansicht mit dem „Portal des Lammes“
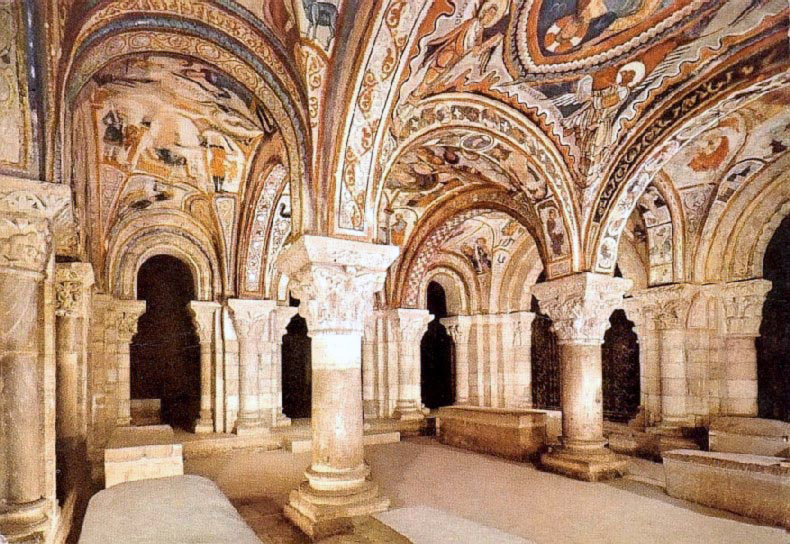
Pantheon Real mit romanischen Fresken
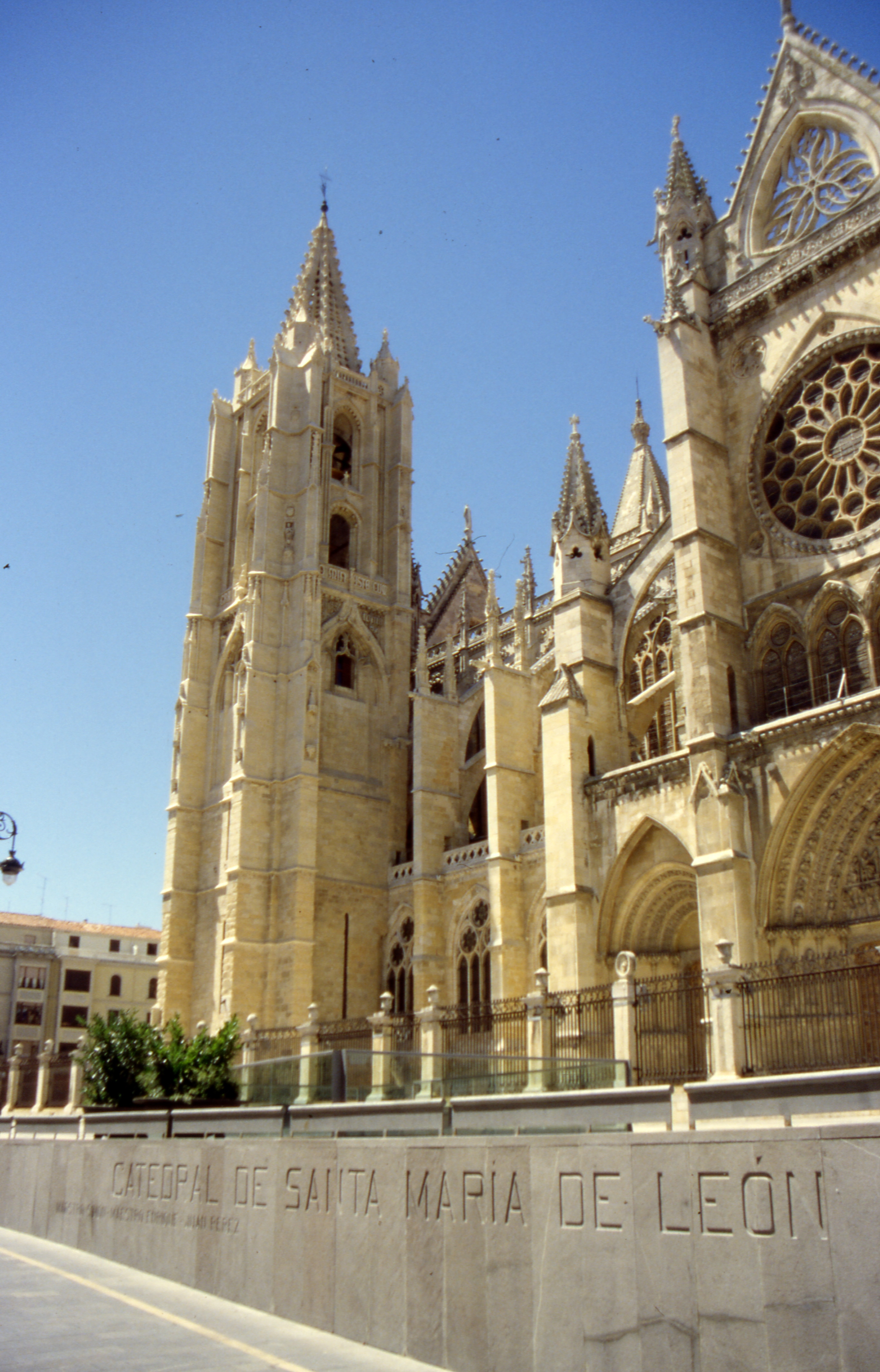
Kathedrale „Santa Maria“
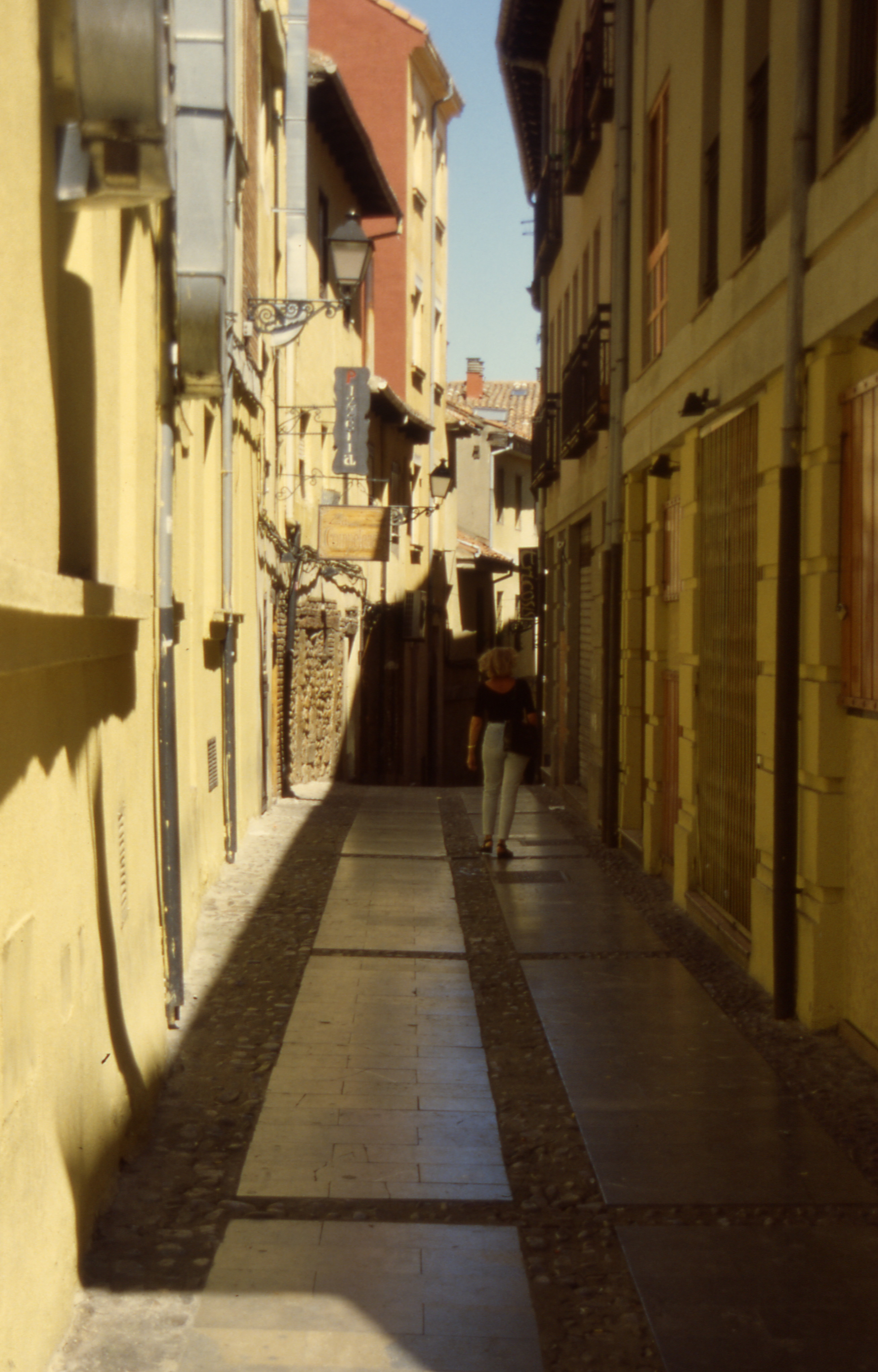
In der Altstadt von León

Seit 1980 ist León das Zentrum einer leónesischen Autonomiebewegung, die eine Trennung von Kastilien fordert, aber bisher keine entscheidenden politischen Mehrheiten erringen konnte.

## Sehenswürdigkeiten

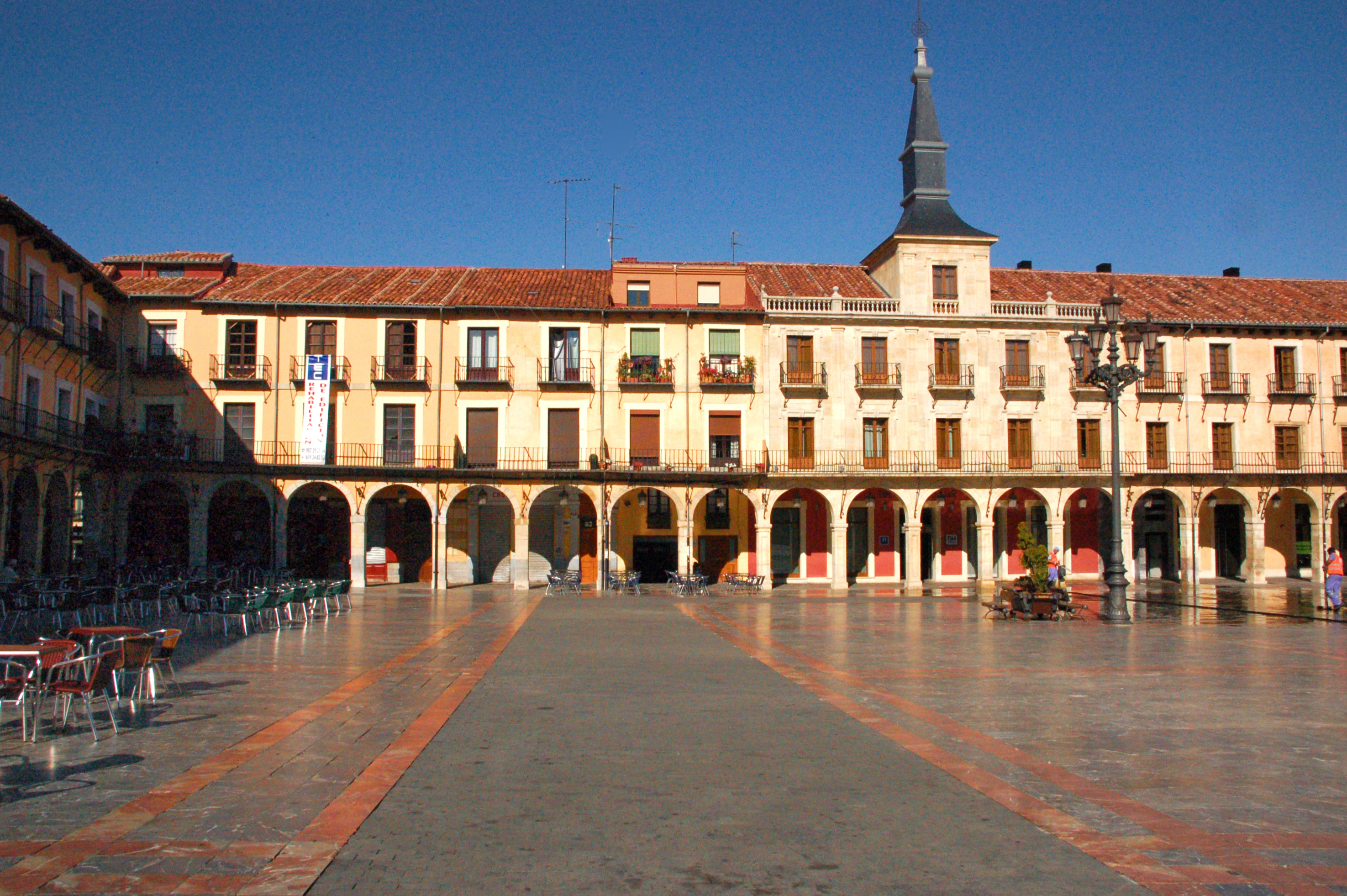
Plaza Mayor de León

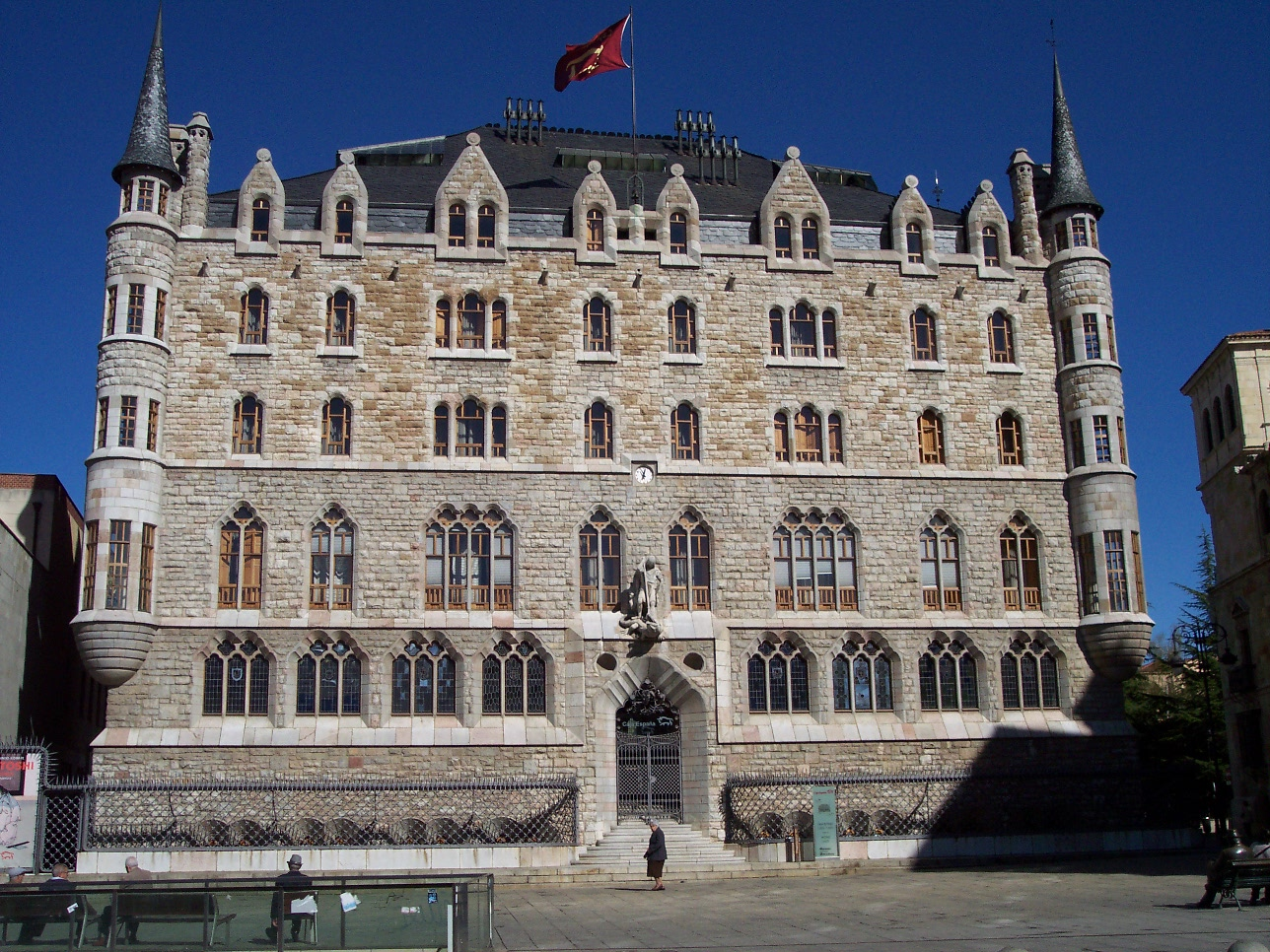
Casa de Botines

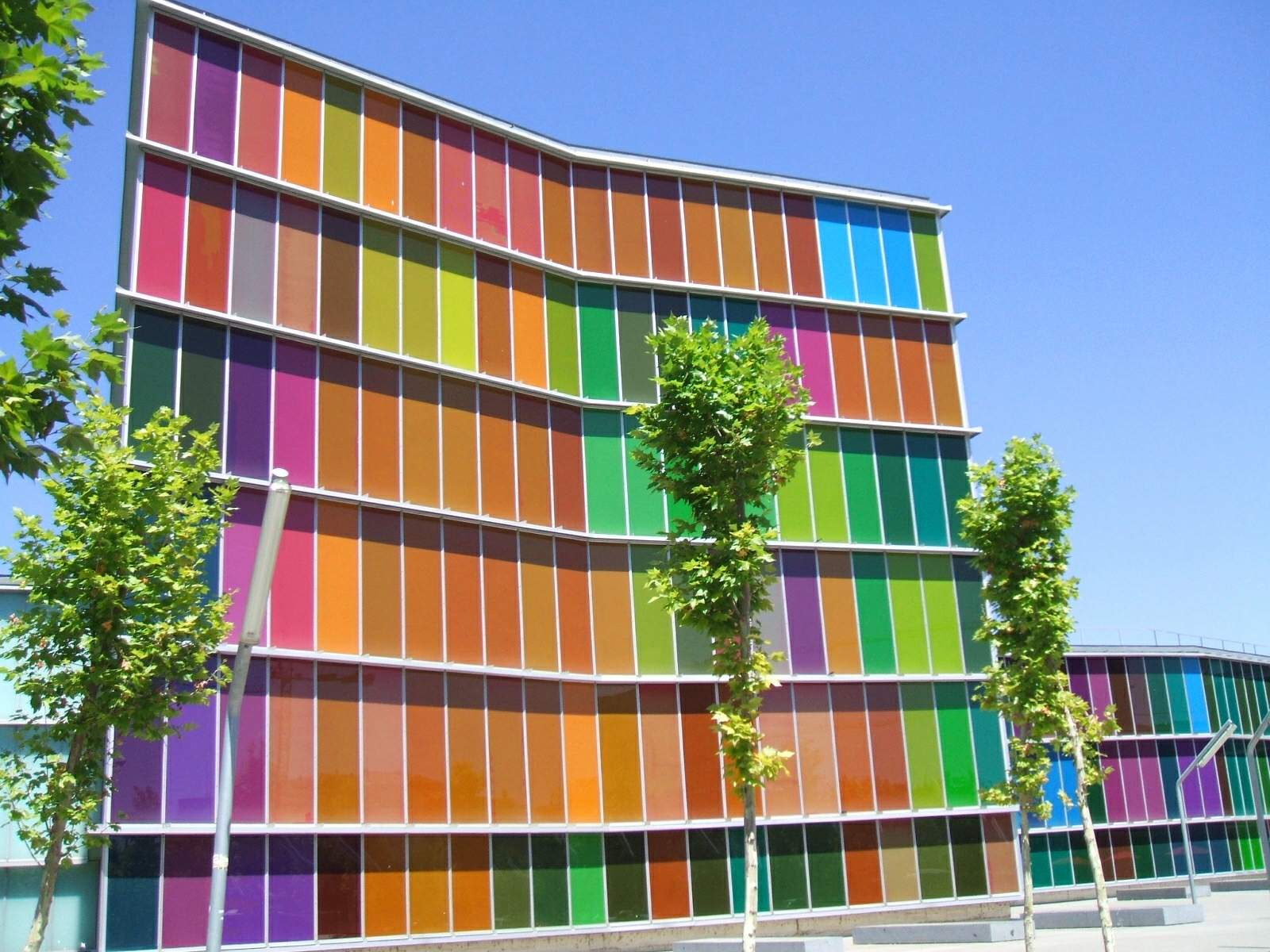
MUSAC

In der Altstadt sind Teile der römischen und der mittelalterlichen Stadtmauer erhalten. Die wichtigsten Sehenswürdigkeiten der Stadt sind
- die Kathedrale mit herausragenden mittelalterlichen Glasfenstern,
- die Basilika San Isidoro mit romanischen Fresken im Pantheon Real (Königsgruft),
- das ehemalige Convento de San Marcos, jetzt ein Parador-Hotel,
- Plaza Mayor mit altem Rathaus (Consistorio Viejo, 1677)
- die Casa de Botines, entworfen von Antoni Gaudí, ein Wohn- und Geschäftshaus zwischen spätem Historismus und Moderne,
- der Palacio de Los Guzmanes aus dem 16. Jahrhundert, Sitz der Provinzregierung mit eindrucksvoller Bemalungen und
- das Museo de Arte Contemporáneo de Castilla y León (MUSAC – Museum für zeitgenössische Kunst in Kastilien und León) des Architekturbüros Mansilla + Tuñón, das 2007 den Europäischen Preis für zeitgenössische Architektur (Mies-van-der-Rohe-Preis) erhielt.

## Folklore
León ist für seine Feierlichkeiten und Prozessionen zu Ostern bekannt. Vor allem die Karfreitagsprozession ist berühmt. Eine der schönsten ist die sogenannte „Prozession des Treffens“, bei der sich drei Gruppen, die Johannes, Maria und Christus darstellen, vor der Kathedrale treffen. Des Weiteren wird jeden Ostersonntag gemeinsam Speck gegessen. Diese Zeremonie wird von den Einwohnern als Terraria bezeichnet und gehört zu den wichtigsten Festen des Jahres.

## Sport
Der bekannteste Sportclub der Stadt ist der Handballclub Ademar León.
Der populärste örtliche Fußballklub heißt Cultural Leonesa. Momentan spielt er in der dritthöchsten Spielklasse Spaniens.
2001 wurde in Léon die europäische Mannschaftsmeisterschaft im Schach gespielt, welche das Team der Niederlande gewann.

## Politik
Der Stadtrat setzte sich für die Wahlperiode von 2010 bis 2015 wie folgt zusammen:
- Partido Popular (PP): 15 Sitze
- Partido Socialista Obrero Español (PSOE): 10 Sitze
- Unión del Pueblo Leonés (UPL): 2 Sitze

## Persönlichkeiten

### Söhne und Töchter der Stadt
- Aurelio († 774), Herrscher des Königreichs Asturien
- Urraca von Zamora (1033–1103), Infanta aus dem Hause Jiménez
- Mosche de Leon (um 1250 – 1305), ein Kabbalist
- Martín de Valencia (um 1473 – 1534), Missionar
- Juan de Arfe (1535 – um 1603), Goldschmied und Bildhauer
- Francisco de Lorenzana (1722–1804), Historiker, Kardinal, Humanist, Großinquisitor und Erzbischof von Toledo
- Cayo Marqués de San Carlos Quiñones de León (1819–1898), Diplomat
- Buenaventura Durruti (1896–1936), Syndikalist und anarchistischer Revolutionär
- César Rodríguez Álvarez (1920–1995), Fußballspieler
- Kiko Argüello (* 1939), Kunstmaler und Gründer des Neokatechumenalen Wegs
- Emilio Zapico (1944–1996), Rennfahrer
- Antonio de la Cruz (* 1947), Fußballspieler und -trainer
- Irene Andres-Suárez (* 1948), Hispanistin
- Carmen Fraga Estévez (* 1948), Politikerin (PP) und Mitglied des Europäischen Parlaments
- Carmen Lomana (* 1948), Unternehmerin, Socialité und Haute-Couture-Sammlerin
- María Salerno (* 1948), Schauspielerin
- Luis Algorri (* 1958), Journalist und Schriftsteller
- José Antonio Alonso Suárez (1960–2017), Politiker
- Rocío Ríos (* 1969), Langstreckenläuferin
- José Ángel Delgado Ávila (* 1974), Handballspieler und -trainer
- Manuel Martínez (* 1974), Kugelstoßer
- Santiago Carpintero (* 1976), Fußballspieler
- Rosa María Andrés Rodríguez (* 1977), Tennisspielerin
- Juanín García (* 1977), Handballspieler und -trainer
- Pablo Álvarez Fernández (* 1988), Ingenieur und Astronautenanwärter
- Pedro Quintana Arias (* 1989), Biathlet
- Blanca Fernández (* 1992), Mittel- und Langstreckenläuferin
- Diego Bardanca (* 1993), philippinisch-spanischer Fußballspieler
- Jaime Fernández Fernández (* 1997), Handballspieler
- Marta García (* 1998), Langstreckenläuferin
- Gonzalo Pérez Arce (* 1998), Handballspieler
- Isidoro Martínez Llamazares (* 2000), Handballspieler
- Álex Lodos García (* 2002), Handballspieler
- Antonio Martínez Llamazares (* 2003), Handballspieler
- Darío Sanz de Nicolás (* 2003), Handballspieler
- Javier Miñambres Calvo (* 2004), Handballspieler
- Fran González (* 2005), Fußballtorhüter

### Personen, die mit der Stadt verbunden sind
- José María Merino (* 1941), Schriftsteller, Ehrenbürger seit 2009[4]

## Klimatabelle
|                       | Jan  | Feb  | Mär  | Apr  | Mai  | Jun  | Jul  | Aug  | Sep  | Okt  | Nov  | Dez  |   |       |
| Mittl. Tagesmax. (°C) | 7,1  | 9,5  | 13,2 | 14,8 | 18,6 | 24,0 | 27,4 | 26,9 | 22,9 | 16,7 | 11,2 | 8,0  | ⌀ | 16,7  |
| Mittl. Tagesmin. (°C) | −0,7 | 0,0  | 1,9  | 3,3  | 6,6  | 10,2 | 12,2 | 12,3 | 10,1 | 6,7  | 2,8  | 0,4  | ⌀ | 5,5   |
|                       |      |      |      |      |      |      |      |      |      |      |      |      |   |       |
| Niederschlag (mm)     | 50,0 | 34,5 | 32,0 | 44,8 | 56,2 | 30,7 | 19,4 | 22,8 | 38,9 | 61,1 | 59,1 | 65,6 | Σ | 515,1 |
|                       |      |      |      |      |      |      |      |      |      |      |      |      |   |       |
| Regentage (d)         | 11,1 | 8,6  | 8,5  | 11,3 | 11,9 | 7,1  | 4,6  | 4,2  | 7,0  | 11,2 | 11,2 | 12,1 | Σ | 108,8 |

| −0,7 |

| 0,0 |

| 1,9 |

| 3,3 |

| 6,6 |

| 10,2 |

| 12,2 |

| 12,3 |

| 10,1 |

| 6,7 |

| 2,8 |

| 0,4 |

| −0,7 |

| 0,0 |

| 1,9 |

| 3,3 |

| 6,6 |

| 10,2 |

| 12,2 |

| 12,3 |

| 10,1 |

| 6,7 |

| 2,8 |

| 0,4 |